# Ruslan Sharifullin
Ruslan Sharifullin, né le 25 août 1985, est un skieur acrobatique russe.

## Palmarès

### Championnats du monde
- Championnats du monde 2007 à Madonna di Campiglio (Italie) :
  -  Médaille de bronze en bosses parallèles.

### Coupe du monde
- 1 podium dans des épreuves de Coupe du monde.

Palmarès au 11 mars 2007